# Rio Cacine
Rio Cacine är en flodmynning i Guinea-Bissau. Den ligger i den södra delen av landet, 110 km sydost om huvudstaden Bissau.